# Sei dabei!
Sei dabei! war ein Jugendmagazin im Fernsehen der DDR.

## Sendung
Die Themen der Sendung drehten sich rund um typische Fragen und Probleme von jugendlichen Fernsehzuschauern. Diese sollten Sei dabei! aktiv mitgestalten, was bereits durch den Titel des Magazins verdeutlicht wurde. Ein wiederkehrendes Element der Reihe war die Sprechstunde „Unter vier Augen“. Diese Rubrik wurde durch die Tageszeitung junge Welt redigiert und von deren Mitarbeiterin Irma Weinreich präsentiert.
Sei dabei! wurde einmal im Monat sonnabends im Vorabendprogramm gesendet, die Wiederholung erfolgte mittwochs. Die letzte Folge wurde am 19. Dezember 1970 ausgestrahlt.
Das Magazin Sei dabei! war eine von zahlreichen neuen Jugendsendungen im DDR-Fernsehen am Anfang der 1970er Jahre, bei welchen mit verschiedenen Inhalten und Konzepten experimentiert wurde. Viele dieser Sendungen, so auch diese, wurden bereits nach kurzer Zeit wieder eingestellt. Als Hauptgrund für die Erfolglosigkeit der meisten Konzepte wird die fehlende Resonanz der Zuschauer angenommen.